# Eupoecilaema lacteatum
Eupoecilaema lacteatum is een hooiwagen uit de familie Cosmetidae.